# Château de Guildford
Le Château de Guildford, en anglais Guildford Castle, se trouve à Guildford, dans la région de Surrey, dans le Sud de l'Angleterre. 
Il aurait été construit en 1066, peu de temps après l'invasion de l'Angleterre par Guillaume le Conquérant.

## Histoire

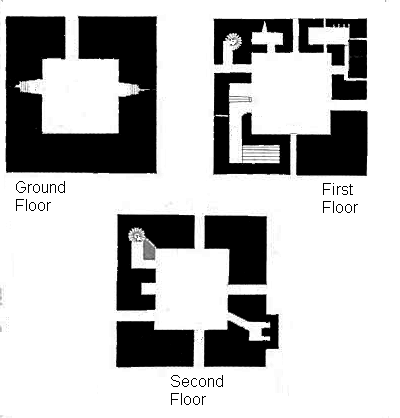
Plan du donjon du château

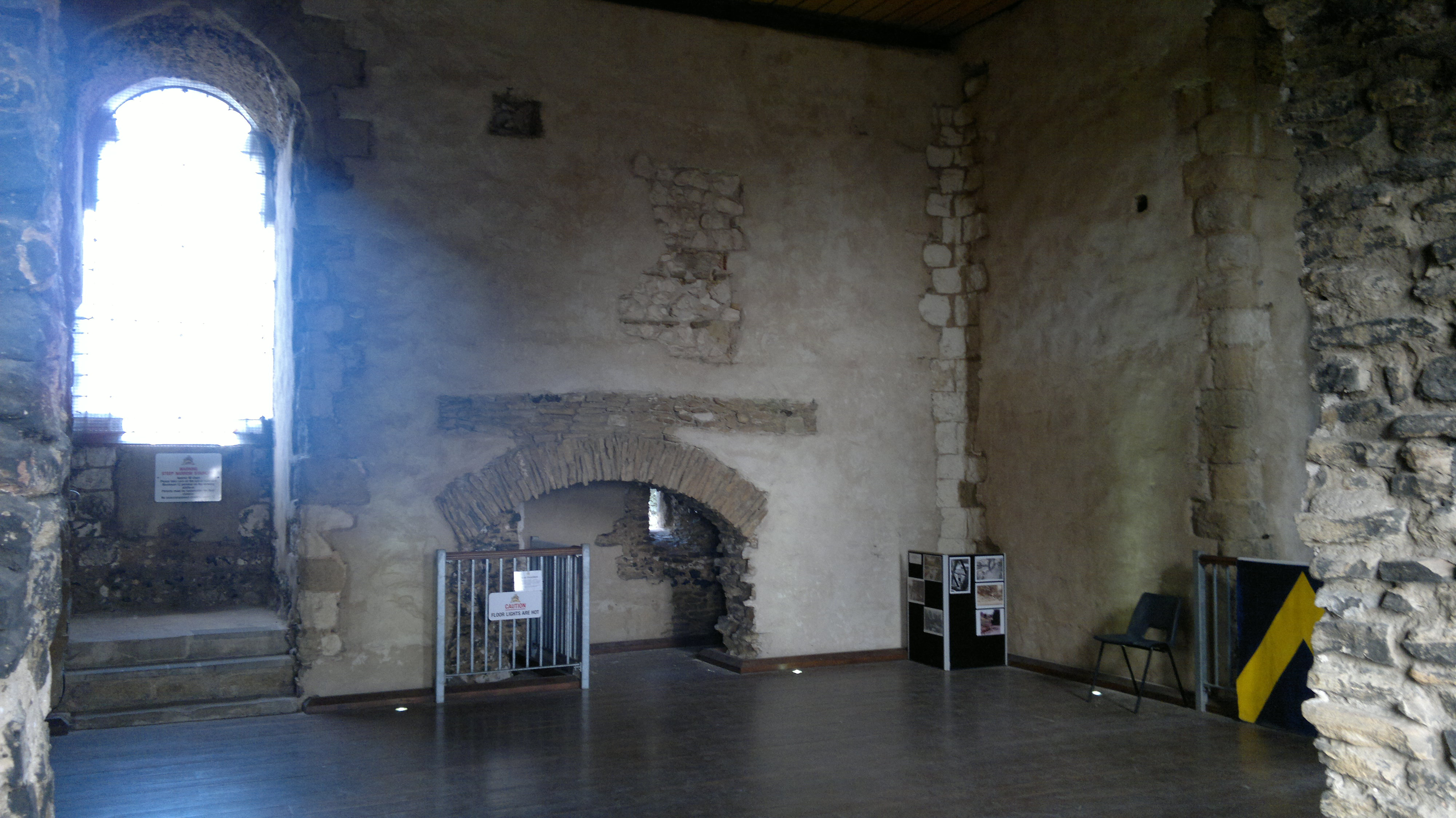
Grande salle située au premier étage du donjon

Après la Bataille d'Hastings en 1066, Guillaume mena son armée à Canterbury, puis détruisit des villes le long du Chemin des pèlerins, notamment à Guildford. Plus tard, Guillaume, ou l'un de ses barons, aurait construit le château de Guildford.  Cependant il n'y a aucune trace de cela dans le Domesday Book, et la construction a donc probablement commencé après 1086. 